# Nicole Eisenman
Pour les articles homonymes, voir Eisenman.
Nicole Eisenman, née en 1965 à Verdun en France, est une plasticienne américaine.

## Biographie
Diplômée en 1987 du département peinture de la Rhode Island School of Design, Providence, Rhode Island, Nicole Eisenman commence sa carrière à New York dans les années 1990. 

Ses dessins et peintures font se rencontrer plusieurs influences allant de la peinture classique (Rubens, Titien, Picasso) à la bande dessinée underground (Crumb) en passant par la peinture historique et de genre ou le folk. 

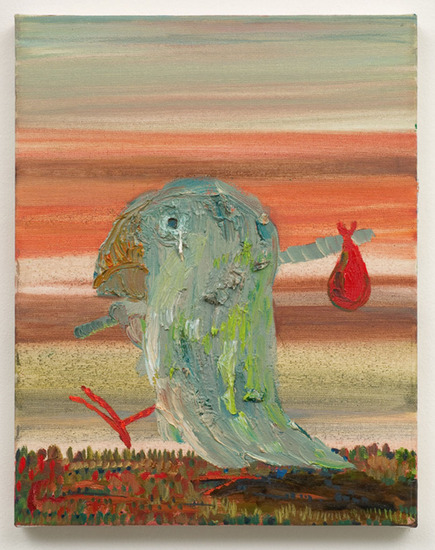
Nicole Eisenman, Foghorn Hits the Road, 2007, Oil on canvas, 14" x 10 ¾"

## Œuvre
Les peintures à l'huile figuratives de Nicole Eisenman abordent souvent les thèmes de la sexualité, de la comédie et de la caricature. Bien qu'elle soit connue pour ses peintures, elle crée également des installations, des dessins, des estampes et des sculptures. Avec A.L. Steiner, elle est cofondatrice de l'initiative Ridykeulous qui encourage la création d'expositions d'art Queer et féministes. Les peintures d'Eisenman mettent souvent en scène des portraits de personnages inspirés de ses amis et d'elle-même dans un style expressionniste. Ces personnages sont basés sur ses observations de la vie dans une perspective culturelle et contemporaine. Les premières influences d'Eisenman incluent Sigmar Polke, Sandro Chia, Francesco Clemente, Haim Steinbach, Jeff Koons, Chris Burden et Cindy Sherman. Parallèlement à l'art graphique, elle s'intéresse également à la bande dessinée, la culture punk rock, les autres artistes de son entourage et l'ethos. Eisenman évoque dans une exposition dans les années 1990 les travaux de Janine Antoni, Marlene Dumas, Kiki Smith et Nicola Tyson. Ces artistes ont été particulièrement inspirantes pour elle alors qu'elle cherchait sa propre voix artistique. La plupart de ses premiers travaux étaient inspirés d'Edvard Munch, Philip Guston et Amy Sillman.
Nicole Eisenman est représentée par la Galerie Barbara Weiss à Berlin, Anton Kern Gallery à New York et Susanne Vielmetter Los Angeles Projects à Los Angeles.

## Prix et distinctions
Nicole Eisenman est lauréate du Carnegie Prize en 2013, elle reçoit ainsi 10 000 dollars.

## Expositions personnelles (sélection)
- Centraal Museum Utrecht, Utrecht, Pays-Bas, 1995
- Walter/McBean Gallery, San Francisco Art Institute, San Francisco, États-Unis, 1995
- The Kinsey Institute of Art, Bloomington, États-Unis, 2003
- Le Plateau, Paris, 2007
- Kunsthalle Zürich, Suisse, 2007